# HOXA6
HOXA6 (англ. Homeobox A6) – білок, який кодується однойменним геном, розташованим у людей на короткому плечі 7-ї хромосоми. Довжина поліпептидного ланцюга білка становить 233 амінокислот, а молекулярна маса — 26 339.
| 10         |  | 20         |  | 30         |  | 40         |  | 50         |
| ---------- |  | ---------- |  | ---------- |  | ---------- |  | ---------- |
| MSSYFVNPTF |  | PGSLPSGQDS |  | FLGQLPLYQA |  | GYDALRPFPA |  | SYGASSLPDK |
| TYTSPCFYQQ |  | SNSVLACNRA |  | SYEYGASCFY |  | SDKDLSGASP |  | SGSGKQRGPG |
| DYLHFSPEQQ |  | YKPDSSSGQG |  | KALHDEGADR |  | KYTSPVYPWM |  | QRMNSCAGAV |
| YGSHGRRGRQ |  | TYTRYQTLEL |  | EKEFHFNRYL |  | TRRRRIEIAN |  | ALCLTERQIK |
| IWFQNRRMKW |  | KKENKLINST |  | QPSGEDSEAK |  | AGE        |  |            |

A: Аланін

C: Цистеїн

D: Аспарагінова кислота

E: Глутамінова кислота

F: Фенілаланін

G: Гліцин

H: Гістидин

I: Ізолейцин

K: Лізин

L: Лейцин

M: Метіонін

N: Аспарагін

P: Пролін

Q: Глутамін

R: Аргінін

S: Серин

T: Треонін

V: Валін

W: Триптофан

Кодований геном білок за функцією належить до білків розвитку. 
Задіяний у таких біологічних процесах, як транскрипція, регуляція транскрипції. 
Білок має сайт для зв'язування з ДНК. 
Локалізований у ядрі.